# كلير كالفرت
كلير كالفرت (بالإنجليزية: Claire Calvert)‏ هي راقصة باليه بريطانية، ولدت في 2 فبراير 1988.